# Labium vasseanum
Labium vasseanum là một loài tò vò trong họ Ichneumonidae.